# Scisciano
Scisciano è un comune italiano di 6 314 abitanti della città metropolitana di Napoli in Campania. 

## Storia
Scisciano si perde nelle antichissime vicende che hanno coinvolto quella parte di territorio campano passato alla storia come Ager Nolanus, di cui il paese è stato ed è parte integrante.
Riguardo ai luoghi ove oggi sorge Scisciano e le sue borgate, in essi si è avuta prima la presenza dell'antico ceppo Opico - Osco e poi di Etruschi, Sanniti e Romani. Soprattutto questi ultimi hanno modificato profondamente l'organizzazione territoriale dell'intero Agro. In particolare il territorio sciscianese è stato oggetto nel corso del I secolo d.C. di una vasta centuriazione, vale a dire un'elargizione di porzioni di territorio a favore di veterani Romani. Ed era tale la cura con cui abili agrimensori suddividevano i terreni per l'assegnazione, che tracce evidenti di questa suddivisione nonché l'orientamento della stessa (41° W) si rilevano ancor oggi, analizzando il tessuto viario e la fitta rete di stradine e viottoli interpoderali. L'esistenza di una stabile proprietà terriera e la conseguente costruzione di edifici rurali per la gestione delle stesse vede il nascere di svariati praedium ossia poderi con annesse case rurali.
Ed è in questa fase che nasce il toponimo del paese, infatti, era tipico dei popoli latini denominare il praedium con il nome del proprietario, trova così valido sostegno la tesi del prof. Flechia secondo cui Scisciano derivi da Sittianum, Sittinus per Sicciano, come assimilazione reciproca tra il suono sibilante ed il palatino. Ulteriore conferma di quanto scritto viene da vari e autorevoli filologi, secondo cui le terminazioni in -ano sono sempre riconosciute come indicative di proprietà derivanti da nomi gentilizi.
Nei secoli successivi alla disgregazione dell'Impero Romano troviamo il territorio di Scisciano appartenente ai Campi Liborini, oppure Liburia. Ed unitamente a tutto il contado di Marigliano è stato oggetto di una lunga contesa fra il ducato Napoletano ed il principato longobardo di Benevento.
Ma è solo più tardi, verso il XII secolo che il paese comincia a prendere realmente vita, ed è sempre citato ed incluso nelle innumerevoli vendite feudali di Marigliano e Brusciano. Come ad esempio quella del 23 dicembre 1392 in cui Ramondello del Balzo Orsino compra da Ottone di Brunswick, principe dell'impero e signore d'Acerra, i casali di Brusciano, Scisciano e San Vitaliano, Da notare che sempre nel corso del XIV secolo fu condotta da parte delle autorità ecclesiastiche una completa rilevazione delle entrate e decime (tributi da versare per il sostentamento del clero) corrispondenti a tutte le chiese, per ogni singola diocesi; da questi documenti risultano già esistenti la parrocchia di San Germano di Scisciano e la Chiesa di Santa Maria (l'attuale chiesa in San Martino).
Molto importante è poi la numerazione dei Fuochi avvenuta nell'anno 1522 in cui sono censite le borgate di La Torre, Casola, San Martino, Li Manganelli di Scisciano (il toponimo li Manganelli è scomparso già nel corso del XVI secolo), La Corte de li Seti, o anche de li Sancti (questa borgata è poi divenuta Masseria Caliendo, oggi completamente diroccata). Già in questo periodo si ha la certezza che il Casale costituiva Università a sé stante retta da propri amministratori.
Con l'arrivo del XVII secolo anche le borgate di Scisciano sono colpite per ben due volte dal flagello della peste; e nell'anno 1633 il giorno 27 settembre Giulio Mastrilli compra la terra di Marigliano con tutti i suoi casali, e pochi anni dopo compra anche i casali di Nola unificando l'agro nolano sotto la sua signoria.
Nel secolo successivo, e precisamente nel 1746, viene formato il Catasto con una sommaria descrizione dei beni appartenenti ai cittadini del casale. Pochi anni dopo, nel 1753, è costituita la Confraternita di San Giovanni Battista, poi legalmente riconosciuta nel 1798, in questo secolo vedono la luce anche le cappelle di S.Giovanni Battista e del Rosario.
Nei 1816, Scisciano diviene comune autonomo della provincia di Terra di Lavoro, da notare che nel periodo immediatamente successivo ha una popolazione complessiva di circa 1 880 abitanti. Nel 1884 è inaugurato il primo tratto (Napoli - Nola) della ferrovia a scartamento ridotto Napoli-Nola-Baiano, che attraversa il comune, mentre il secondo tratto (Nola - Baiano) sarà inaugurato nel 1885.
Nel 1927 il Comune di Scisciano entra a far parte della provincia di Napoli.

## Monumenti e luoghi d'interesse
- Chiesa Madre dei Santi Germano e Martino
- Chiesa di Santa Maria della Cuna
- Congrega di San Giovanni Battista
- Masseria Camaldoli
- Masseria Montanaro

## Società

### Evoluzione demografica
Abitanti censiti

## Infrastrutture e trasporti
Il territorio comunale di Scisciano è situato nei pressi della barriera Napoli Est dell'autostrada A16 e dello svincolo A16 - A30, ed è servito dall'omonima stazione della ferrovia Napoli-Nola-Baiano, parte della Circumvesuviana.

## Amministrazione
| Periodo | Periodo   | Primo cittadino     | Partito                            | Carica  | Note |
| ------- | --------- | ------------------- | ---------------------------------- | ------- | ---- |
| 1985    | 1990      | Giuseppe Franzese   | Democrazia Cristiana               | Sindaco |      |
| 1990    | 1993      | Giuseppe Franzese   | Democrazia Cristiana               | Sindaco |      |
| 1993    | 1995      | Giovanni Ferrara    | Democrazia Cristiana               | Sindaco |      |
| 1995    | 1998      | Edoardo Serpico     | Partito Democratico della Sinistra | Sindaco |      |
| 1998    | 1998      | Antonio Orabona     | commissario prefettizio            | Sindaco |      |
| 1998    | 2003      | Edoardo Serpico     | Democratici di Sinistra            | Sindaco |      |
| 2003    | 2008      | Patrizio Napolitano | Lista civica (Centro-sinistra)     | Sindaco |      |
| 2008    | 2013      | Patrizio Napolitano | Lista civica (Centro-sinistra)     | Sindaco |      |
| 2013    | 2018      | Edoardo Serpico     | Lista civica (Centro-sinistra)     | Sindaco |      |
| 2018    | 2023      | Edoardo Serpico     | Lista civica (Centro-sinistra)     | Sindaco |      |
| 2023    | In carica | Antonio Ambrosino   | Lista civica (Aria Nuova)          | Sindaco |      |

## Sport
Ha sede nel comune la società di calcio A.C. Scisciano, che ha disputato campionati dilettantistici regionali. Attualmente la squadra milita nel campionato regionale di Prima Categoria.
Curiosità sportiva: il nonno paterno di Neyde Joanna Senna da Silva, madre dello storico e celebre pilota di Formula 1 Ayrton Senna, Luigi Sena era di Scisciano in provincia di Napoli.